# Major Balázs (régész)
Major Balázs, (1975. június 6. – ) régész, történész, a Szíriai-Magyar Régészeti Misszió alapítója. 2007 óta Margat várának feltárását vezeti.

## Élete
Az esztergomi ferences gimnáziumban érettségizett, majd 2000-ben az ELTE-n végzett arabistaként, 2003-ban régészettudományból, 2004-ben pedig történettudományból szerzett diplomát, a Cardiffi Egyetemen doktorált régészetből 2008-ban. 1997-től kezdve számos külföldi terepmunkát és ásatást vezetett a Közel-Keleten (Szíria, Libanon, Iráki Kurdisztán). Magyarországon az esztergomi Várhegyen, a kesztölci pálos kolostornál és Sárisápon végzett feltárásokat. Társvezetője az egykori egresi ciszterci monostor feltárásának (ma Igris, Románia), ahova a magyar keresztes hadjáratot vezető II. András királyt temették.
2000-ben a Pázmány Péter Katolikus Egyetem Arab Tanszékén kezdte meg egyetemi oktatói pályafutását.Vezetésével alakult meg 2012-ben a Pázmány Péter Katolikus Egyetemen a Régészeti Tanszék, mely 2017-től Régészettudományi Intézetté alakult és kezdeményezésére 2016 szeptemberétől megkezdődött a külföldi hallgatók számára indított angol nyelvű régészeti képzés is mester és doktori fokozatokon., 2016-tól a Pázmány Péter Katolikus Egyetem Bölcsészet- és Társadalomtudományi Karának külügyi dékánhelyettese. 2020-ban felvették a Máltai Rendbe.
Kutatási területei: a késő-antik és középkori településhálózat a Kelet-Mediterráneumban, a Közel-Kelet késő-antik és középkori hadiépítészete, barlangvárak, a szíriai tengerparti régió történeti és régészeti topográfiája, középkori magyar uralkodói központok és környezetük, a középkori Európa és Bizánc várépítészete.

## Margat várának ásatásai
Különösen fontos a 2006 óta általa vezetett feltárás a Szentföld egyik legnagyobb középkori várában, Margatban. Margat vára 1187 és 1285 között az Ispotályos Lovagok – későbbi Máltai Lovagrend – regionális központja volt, kiemelt stratégiai jelentőséggel.
A Szíriai-Magyar Régészeti Misszió többek közt feltárta az erődítés különböző épületeinek jelentős részét és rekonstruálta azok funkcióját; komoly kutatásokat folytatott a korszakban egyedülállóan fejlett vízgazdálkodási és higiéniai rendszeren és számos más falképrészlet mellett felfedezte a középkori Szentföld legnagyobb, európaiak által festett falképsorozatát a vártemplomban. A Major Balázs vezette magyar kutatócsoport az egyetlen külföldi régészeti misszió, amely végig folytatta a munkáját a háború alatt is, ezzel külön elismerést nyerve.
A szíriai-magyar feltárások során számos szíriai hallgató kapott terepi képzést és a magyar kormány támogatásának köszönhetően több tucat szíriai diák folytathatja Magyarországon a régészeti tanulmányait a Pázmány Péter Katolikus Egyetem Régészettudományi Intézetében.

## Válogatott publikációk:[5]
- 2019.    „Constructing a Medieval Fortification in Syria: Margat between 1187 and 1285.” in: P. Edbury, D. Pringle & B. Major (eds.) Bridge of Civilisations: The Near East and Europe c. 1100-1300. Archaeopress, Oxford. (forthcoming)
- 2017.    „The location of Egres Cistercian monastery – Igris (Timis County), int he light of recent geophysical research.” Ziridava, Studia Archaeologica 31. (p. 229-240) társszerzők: Daniela Tanase; Gábor Bertók; Anita Kocsis
- 2016.    „Where was the Town of Valenia Located in the Thirteenth Century?” Crusader Landscapes in the Medieval Levant. The Archaeology and History of the Latin East. eds.: M. Sinibaldi, K.J. Lewis, B. Major, J.A. Thompson. University of Wales. (p. 117-130)
- 2015.   „Medieval Rural Settlements in the Syrian Coastal Region (12th and 13th Centuries).” Archaeopress. Oxford. (281 ps) 2015.    „SÁfÐtÁ Castle and Rockfalls in the ’Dead Villages’ of Coastal Syria – An Archaeoseismological Study.” Comptes Rendus Geoscience 377. (p. 181-190) – co-author: Miklós Kázmér
- 2015.    „Tartūs”, „Sāfītā”, „Qal’at Yahmūr” and „Umm Hūsh” Art and Architecture in Medieval Syria. The Ayyubid Era. Museum with No Frontiers. Vienna.
- 2015.  A Special Type of 'Urban Site' in the 13th Century Levant? The Case of Margat. (Qal'at al-Marqab). Villes Méditerranées: Civilisation et Développement. Union Académique – Institut d'Estudis Catalans. Barcelona. (p. 195-198)
- 2014 Micromorphological and Geochemical Investigation of Formation Processes in the Refectory at the Castle of Margat (Qal'at al-Marqab), Syria. Journal of Archaeological Science. Szerzők: Shillito, L.-M., Major B., Almond, M., Anderson, E., Pluskowski, A. elfogadott kézirat doi: 10.1016/j.jas.2014.07.031.
- 2014 A Medieval Burial in Qal'at al-Marqab and its Facial Reconstruction. Hungarian Archaeology – E-Journal, Spring 2014 (4 ps.) http://www.hungarianarchaeology.hu/wp-content/uploads/2014/05/eng_mk_14TA.pdf
- 2014 Egy középkori temetkezés Qal'at al-Marqab várában. Magyar Régészet – Online Magazin 2014 Tavasz (3 ps.) http://www.magyarregeszet.hu/wp-content/uploads/2014/05/MK_14TA.pdf
- 2014 Sárisáp, Quadriburg III. Kuny Domokos Múzeum Közleményei 19. (2013), Tata (p. 14-16) Társszerzők: Mráv Zsolt, Merczi Mónika
- 2014 Medieval “light construction buildings” on top of the vaulted halls of al-Marqab Citadel (Syria). Fortificações da Ordem do Templo e da Ordem do Hospital. Direção Geral do Património Cultural Portugal. Lisboa (p. 93-109)
- 2014 Crusader and Mamlūk Hammāms in al-Marqab.Balnéorient III. (ed. T. Fournet)Institut Français d’Archéologie Orientale. Caire. (ps. 40-55) társszerző: Buzás Gergely
- 2013 Bathing in the Medieval Latin East. A Recently Discovered 13th Century Bathhouse in al-Marqab Citadel (Syria) Hungarian Archaeology – E-Journal, Winter 2012. (7 ps) http://www.hungarianarchaeology.hu/wp-content/uploads/2014/01/eng_Major_13T.pdf
- 2013 Fürdés a középkori Latin Keleten. Újonnan felfedezett 13. századi fürdőház al-Marqab várában. Magyar Régészet – Online Magazin 2013 Tél (7 ps.) http://www.magyarregeszet.hu/wp-content/uploads/2013/12/Major_13T.pdf
- 2013 “Anklīs” – A Possible Trace of European Presence in the Medieval Syrian Vocabulary. More Modoque. Festschrift für Miklós Maróth zum siebzigsten Geburtstag. Ungarischen Akademie der Wissenschaften, Budapest. (p. 377-384)
- 2013 The Medieval Mill of Banyas and Some Notes on the Topography of the Town of Valenia. Antioch (696-1268) II, K. Ciggaar & M. Metcalf(eds.) Orientalia Lovaniensia Analecta. (p. 367-390)
- 2013 Hová let Valenia városa? Forráskutatás és régészet. Peritia Linguarum. A vienne-i zsinat és a nyelvek oktatása. Studia Philologica II. Piliscsaba. (p. 69-84)
- 2013 Esztergom – Várhegy kutatási program. Régészeti feltárás a Szent Vid templomnál. Régészeti kalandozások. A régészet legújabb hazai eredményei. Új technológiák a kutatásban és a prezentációban. (p. 14-16)
- 2012 Medieval Cranes in Qal’at al-Marqab, Syria. Hungarian Archaeology – E-Journal, Winter 2012. (5 ps) http://www.hungarianarchaeology.hu/wp-content/uploads/2013/02/eng_MajorB_12W.pdf
- 2012 Középkori daruszerkezetek a szíriai Qal’at al-Marqabban. Magyar Régészet – Online Magazin 2012 Tél (5 ps.) http://www.magyarregeszet.hu/wp-content/uploads/2013/02/MajorB_12T1.pdf
- 2012 Archaeological and Fresco Research in the Castle Chapel at al-Marqab: A Preliminary Report on the Results of the First Seasons). in: P. Edbury & H. Nicholson(eds.) The Military Orders. V. Politics and Power. Ashgate. (p. 23-47) társszerző: Galambos Éva
- 2011 Két földrengés Szíriában – Margat várának archaeoszeizmológiája. társszerző: Kázmér Miklós
- Környezettörténet. Környezeti események a honfoglalástól napjainkig történeti és természettudományi források tükrében. M. Kázmér (szerk.) Hantken kiadó Budapest. (p. 283-313)
- 2010 Distinguishing damages from two earthquakes – Archaeoseismology of a Crusader castle (al-Marqab citadel, Syria).
- társszerző: Kázmér Miklós .The Geological Society of America. Special Paper 471. (p. 185-198.)
- 2010 Observations on Crusader Settlements between the Nahr al-Kabir and the Nahr as-Sinn.
- Le Comté de Tripoli état multi-culturel et multi-confessionnel. (1102-1289) eds. G. Dédéjan & K. Rizk. Geuthner Paris. (p. 119-140).
- 2009 „Tripoli” & „Chastel Blanc” (szócikkek) Prier et combattre. Dictionnaire européen des ordres militaires au Moyen Âge. eds. Nicole Bériou and Philippe Josserand. Paris Fayard.
- 2008 The Master Plan of al-Marqab Citadel. Historical Background.
- Project Defence System on the Mediterranean Coast. Euromed Heritage II Project ME8/AIDCO/200/2095-11. Spain. (p. 162-174).
- 2008 Medieval Rural Settlements in the Syrian Coastal Region (12th and 13th Centuries). Cardiff University School of History and Archaeology PhD thesis – 2008
- 2008 Umm Hūsh, eine Kreuzfahrerburg im Bergland von Sāfītā. Burgen und Städte der Kreuzzugszeit. ed. M. Piana. Petersberg, Germany. (p. 438-446).
- 2008 Muslim Towers in the Medieval Syrian Countryside. Continuity and Change int he Realms of Islam. eds. K. D’Hulster & J. van Steenbergen. Orientalia Lovaniensia Annalecta 171. (p. 423-439).
- 2007 The Rural Site of ’Āsūr. Archaeology and the Crusades. Eds. P. Edbury & S. Kalopissi-Verti. Athens. (p. 157-171).
- 2006 Survey of Late Antique and Medieval Rural Sites in the Region of Sāfītā on the Syrian Coast. Bulletin of the Council for the British Research in the Levant. 2006/1. (p. 44-46).
- 2006 The Fortified Caves of the Jabal Wastānī Region. Château Gaillard 22. Publications du CRAHM, Caen. (p. 251-257).
- 2006 Medieval Cave Fortifications of the Upper Orontes Valley (a preliminary report). Muslim Military Architecture in Greater Syria from the Coming of Islam to the Ottoman Period. ed. H. Kennedy, Brill, Leiden. (p. 251-268)
- 2006 „A magyar keresztesek arab szemmel.” (p. 113-118; 299-301).  „A Szentföld lakói.” & „Keresztes várak a Szentföldön.” (p. XLIX-XCIII). Magyarország és a keresztes háborúk. Szerk: Laszlovszky J., Majorossy J., Zsengellér J. Attraktor.
- 2006 Imprints of Settlement Patterns in the Rock. Preliminary Results of the Survey in Northern Syria in 2003-2004. Newsletter of the Society for Medieval Mediterranean. (p. 27-34).
- 2004 A későantik Szíria építészeti emlékei. /társszerző Szécsi Zsolt/ Helikon Kiadó (120 oldal).
- 2003 Remains of the 12th and 13th Century Rural Settlement in the Southern Littoral of Syria (First Report on the Fieldwork). Proceedings of the 20th Congress of the UEAI, The Arabist 26-27. (p. 249-266).
- 2003 Castles, Towers and Vaults. Second Report on the Field Surveys in the Syrian Littoral. La Memoria 15. (p. 73-94).
- 2001 Burj cArab, a Crusader Tower in the County of Tripoli. The Arabist 23. (p. 171-182).
- 2001 al-Malik al-Mujāhid, Ruler of Homs and the Hospitallers. The Crusades and the Military Orders. J. Laszlovszky & Zs. Hunyadi (eds), Proceeding of the Conference Titled Expanding the Frontiers of Medieval Latin Christianity. CEU Budapest (p. 61-75).
- 1999 Crusader Towers of the Terre de Calife. Proceedings of the 35th Congress of Asian and North African Studies (ICANAS), The Arabist 19-20. (p. 211-228).

## Tagságai:[5]
- Union Européenne des Arabisants et Islamisants
- Council for British Research in the Levant
- Society for the Study of the Crusades and the Latin East
- ICOMOS Magyar Nemzeti Bizottság
- MTA – Iszlámtudományi Munkacsoport
- MTA – Fiatal Kutatók Testülete
- Jezsuita Intézmények Diákjainak Egyesülete

## Díjai
- Európai Polgár Díjat Átvette az Európai Polgár Díjat Major Balázs